# 馬布爾福爾斯鎮區 (阿肯色州牛頓縣)
馬布爾福爾斯鎮區（英語：Marble Falls Township）是位於美國阿肯色州牛頓縣的一個行政鎮區。

## 地方資料
馬布爾福爾斯鎮區的面積為155.92平方千米，當中陸地面積為155.16平方千米，而水域面積為0.76平方千米。根據2010年美國人口普查的數據，當地共有人口932人，而人口密度為每平方千米5.98人。